# Дига
Дѝга (от френски: Digue) се нарича земна или каменна стена, изградена с цел предотвратяване на наводняването на застрашени от заливане земи.
Понякога диги са използвани и като граници между ниви или военни фортификации. Дигите могат да бъдат постоянни съоръжения или временни, често направени от чували с пясък при опасност от наводнение.
Например проектът Зойдерзе в Северозападна Нидерландия е огромна система от диги, изградени за скъсяване на бреговата линия с цел намаляване на риска от наводнения. Тя служи и за отвоюване на земя от морето. Тази система от диги продължава и по германското крайбрежие на Северно море и достига до Есбер в Дания.
Устията на реки като Рейн, Елба, Емс, Везер и Айдер са защитени срещу приливи, предизвикани от морски бури, с диги, високи на места над 9 m.